# 馬自達MPV
馬自達MPV（Multi Purpose Vehicle的縮寫）是由日本馬自達汽車公司自1988年起製造販售的多功能休旅車，自2006年推出的第三代開始，海外版稱為馬自達8，而日本市場則繼續沿用舊車名。

## 歷史

### 第一代（1988年-1999年，日本：1990年-1999年）
1988年 - 此車款開始外銷美國，儘管車寬達到1,825mm，但車長卻僅有4,465mm。驅動方式採FR，其採用的LV平台以第五代Luce的HC平台修改而來，後懸吊系統則採用固定軸式。此外，最後座的車窗是固定的，且變速箱只有四速自排變速箱之單一選擇。
1990年 - 2月正式在日本以Ẽfini MPV（（日語）アンフィニ・MPV）之名上市，並在「Ẽfini」經銷商體系發售，引擎採用排氣量2,954c.c. DOHC V型六缸JE型引擎。原廠以多功能休旅車（minivan）稱呼這款車，並以「嶄新的多功能用途豪華轎車」作為廣告宣傳詞。
1995年 - 10月進行大改款，內容為：
- 延長前保險桿（原因不明，應該是為了提升安全性），使得車長增加了200mm。
- 變更水箱遮罩與頭燈外型，倒車燈的位置從後保險桿移至後門，駕駛中控台的設計做了重大變化。
- 第三排座椅的車窗改為上捲開閉式，座位型式改為2-3-3，共可搭乘8人。
- 首度搭載2.5L直列四缸渦輪增壓WL-T型柴油引擎，但美國地區除外。
- 新增四輪驅動模式，在行駛時可切換二輪驅動或四輪驅動。但是，這種四驅模式根本不像運動休旅車（SUV）一樣具有優越的越野能力（甚至連積雪40cm的道路都無法橫越）。

1997年 - 10月由於馬自達廢除Ẽfini副品牌，改以馬自達MPV之名銷售，同時變改廠徽商標成現行的「M」字型。
這款車接受澳洲汽車測試協會ANCAP (Australasian New Car Assessment Program)滿分四顆星的撞擊測試，只獲得一顆星評價；而美國公路安全保險協會（Insurance Institute for Highway Safety）的撞擊測試只獲得「及格邊緣」，因為撞擊造成危害乘員車艙及輪胎侵入駕駛者腿部部位。

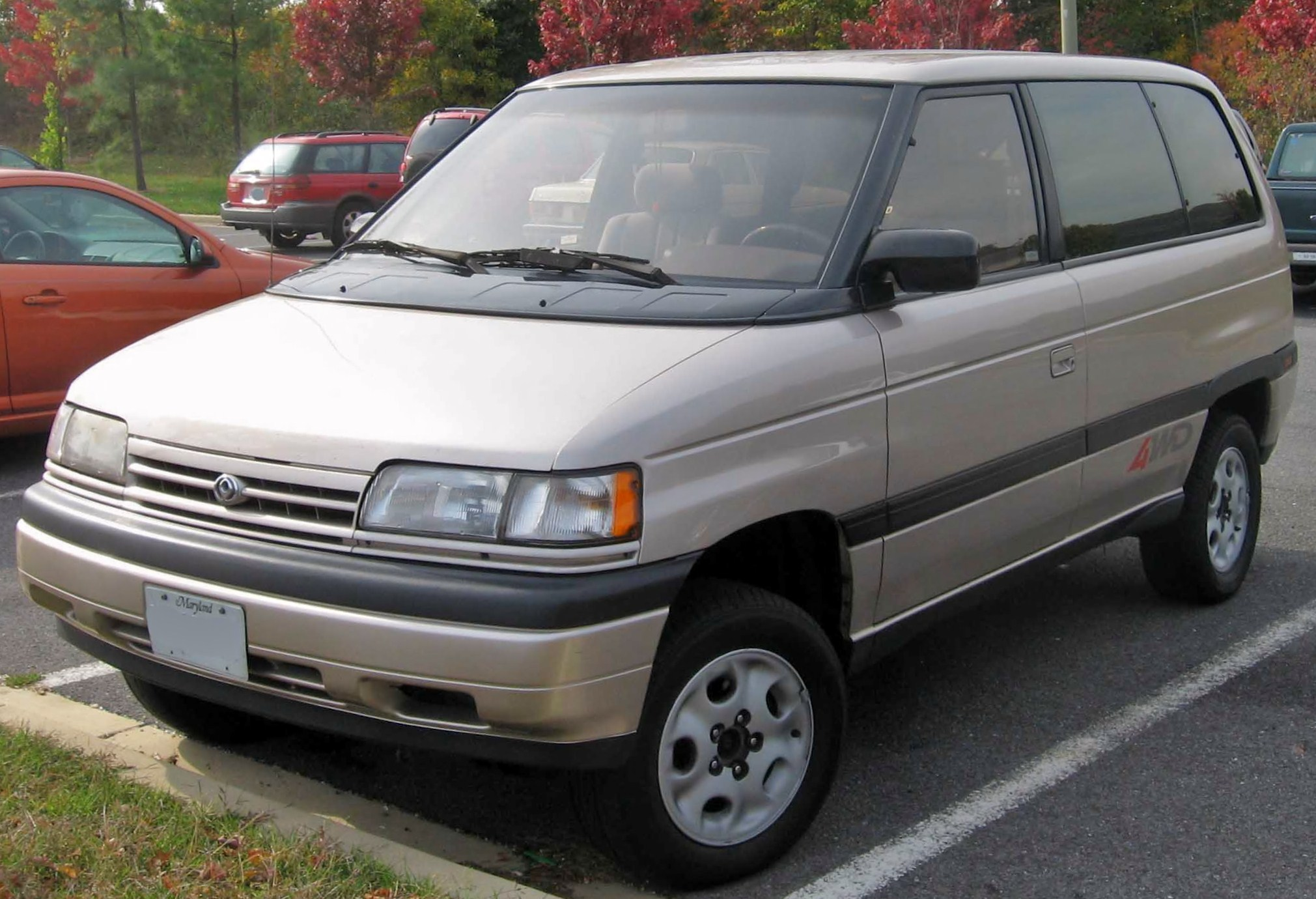
第一代馬自達MPV（前期型）
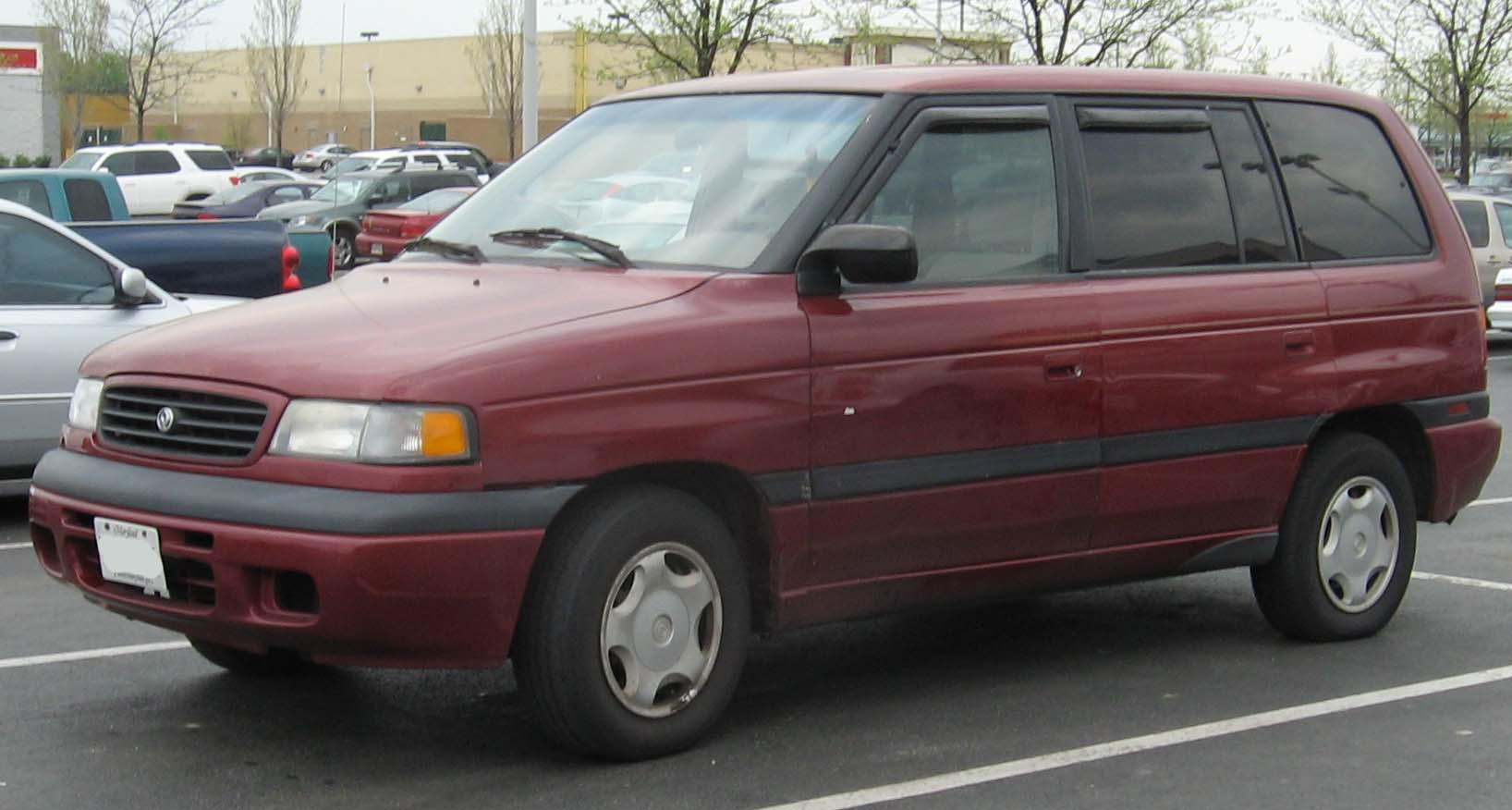
第一代馬自達MPV（前期型）
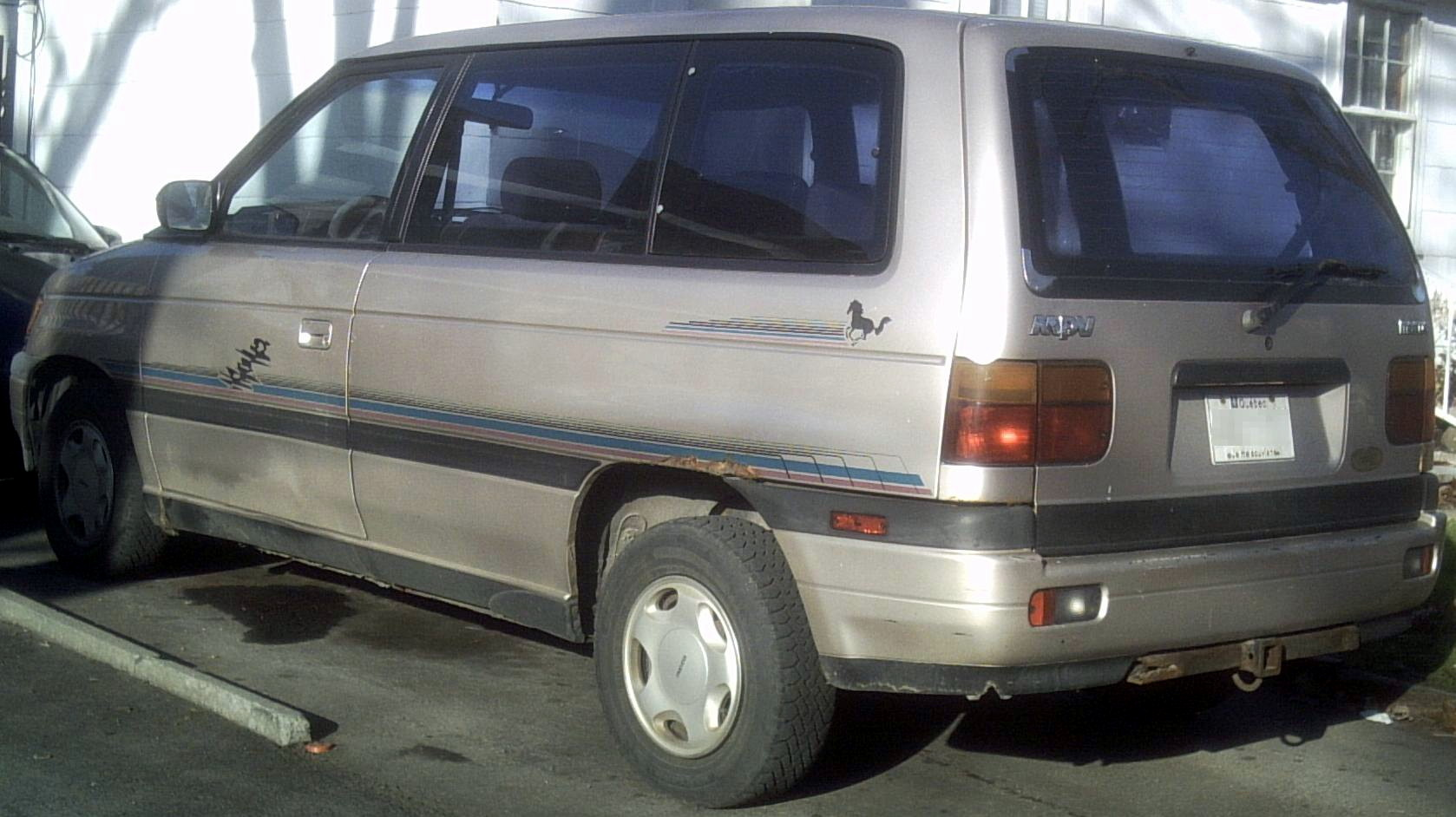
第一代馬自達MPV車尾（前期型）
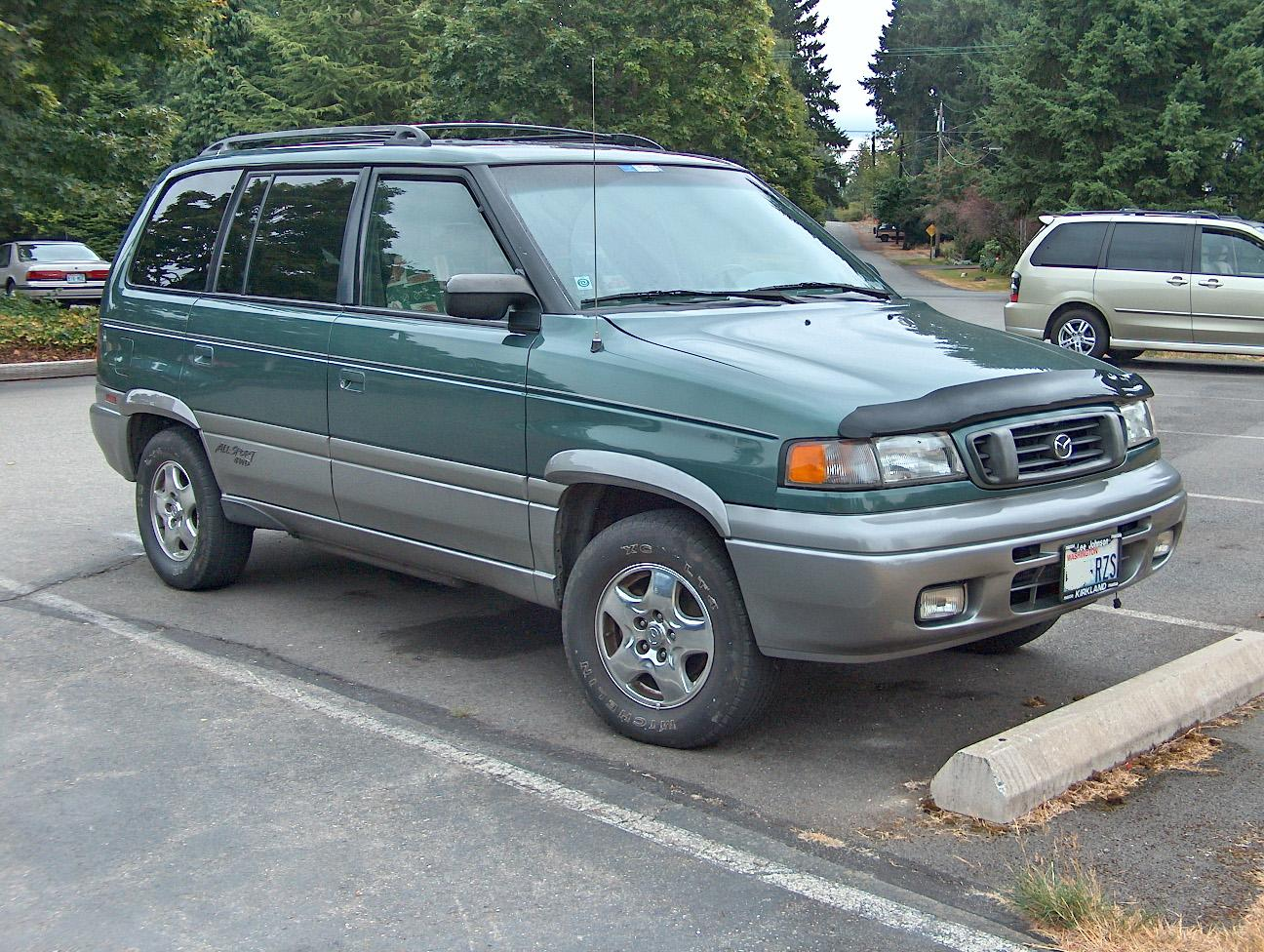
第一代馬自達MPV（後期型）
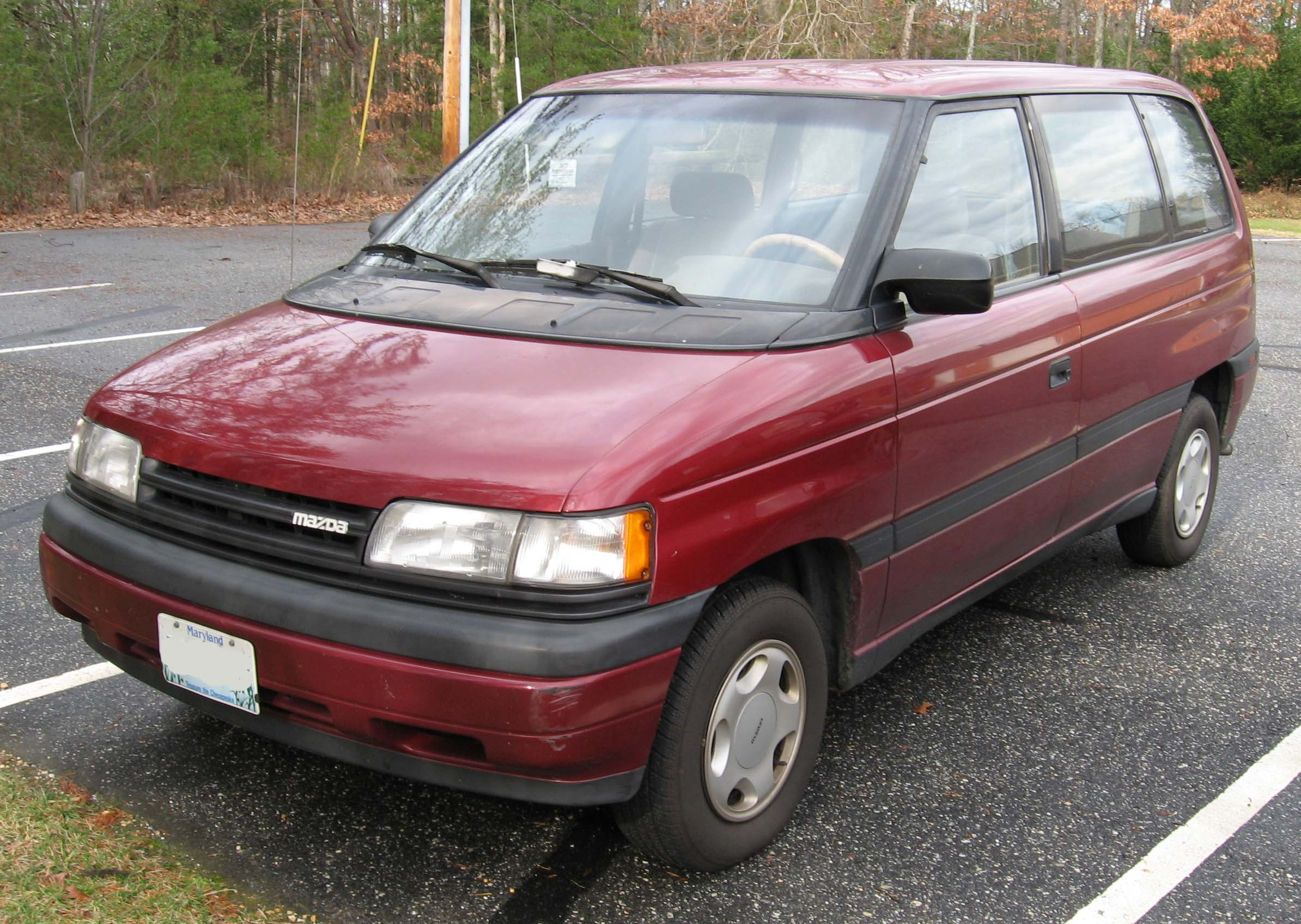
第一代馬自達MPV車頭（後期型）

### 第二代（1999年-2006年）
1999年 - 第一代問世長達11年後，馬自達在1999年針對MPV進行大改款，改採軸距較短的LW平台，驅動方式是FF（臺灣）與4WD（日本、北美地區），引擎則採用2.0L直列四缸FS型（日本）與2.5L V型六缸AJ型（日本、臺灣、北美地區，此引擎實為福特Duratec引擎），而變速箱為四速自動排檔變速系統。第二排座椅可以打平，第三排座椅彎折後則可以巧妙地藏入後行李廂內，使整個車廂底板平整，增加更多可運用之空間。
2002年 - 進行小改款，原本較為方正的倒車燈改為圓型，水箱遮罩上方增加一道鍍鉻橫柵，懸吊系統重新調校，臺灣與北美地區把引擎改為3.0L V型六缸、203ps馬力的AJ型引擎（自福特Duratec 30型引擎改造而來）；歐洲市場則出現2.0L直列四缸渦輪增壓RF 2002型柴油引擎的選項，最大馬力136ps / 3,500rpm；日本地區則搭載新開發的直列四缸、2300C.C.、渦輪增壓的MZR引擎（此引擎亦搭載於同時期的馬自達6上），雙側電動滑門（日本、北美及歐洲地區，臺灣地區則遲至2006年才引進）。
2004年 - 將頭燈修改成類似「鷹眼」的銳利外型，尾燈也小幅度修改。
2006年 - 該車款停止在歐洲與北美洲地區銷售，改以新上市的馬自達CX-9取代。
MPV在上一代銷售時並未獲得市場的青睞（包括日本地區），可是第二代MPV以獨特的外型、實用的功能（如第三排座椅折疊後可以收納至後行李廂，增加更多置物空間）和平實的價格在車壇此一級距造成轟動，比如在日本與Demio號稱馬自達兩大銷售台柱，在臺灣上市的數年間，其銷售數字也遠超過同級競爭對手豐田Previa。
美國公路安全保險協會（Insurance Institute for Highway Safety，縮寫成IIHS）針對2000年第二代MPV的整體評價是「可接受」，其中車頭正面撞擊測試結果為「尚可」，坐在前座助手席的測試假人右腿則遭受很大的衝擊力道。2005年MPV第二代的車側撞擊測試（沒有安裝安全氣囊的情況下）得到了「不足」的評價，這表示可能對駕駛者與乘客造成重大傷害。

#### 安全性召回
2012年11月馬自達宣布召回1999年4月至2004年1月間生產的MPV，由於空調系統的冷氣排水從車外排水口進入車室，導致安全氣囊控制模組的接頭發生鏽蝕，可能引起前排座椅側氣囊不預期觸發。改正辦法為加裝一條排水導管，並檢查安全氣囊控制模組是否有受潮現象，接頭已鏽蝕者則更換新品。同年12月1日臺灣總代理品爵汽車亦發布此一訊息，召回前述製造日期之車輛免費改正。

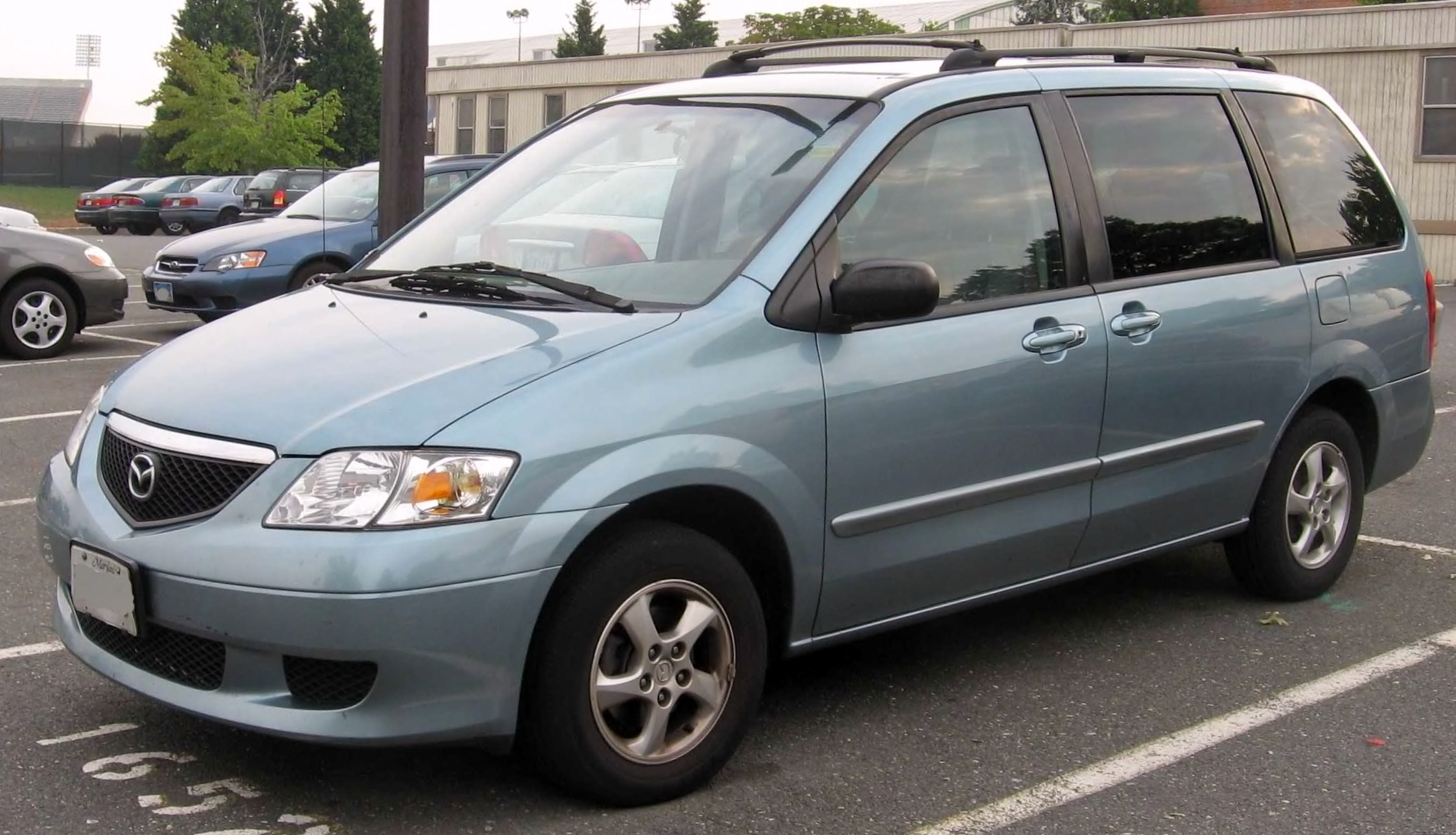
第二代馬自達MPV（前期型）
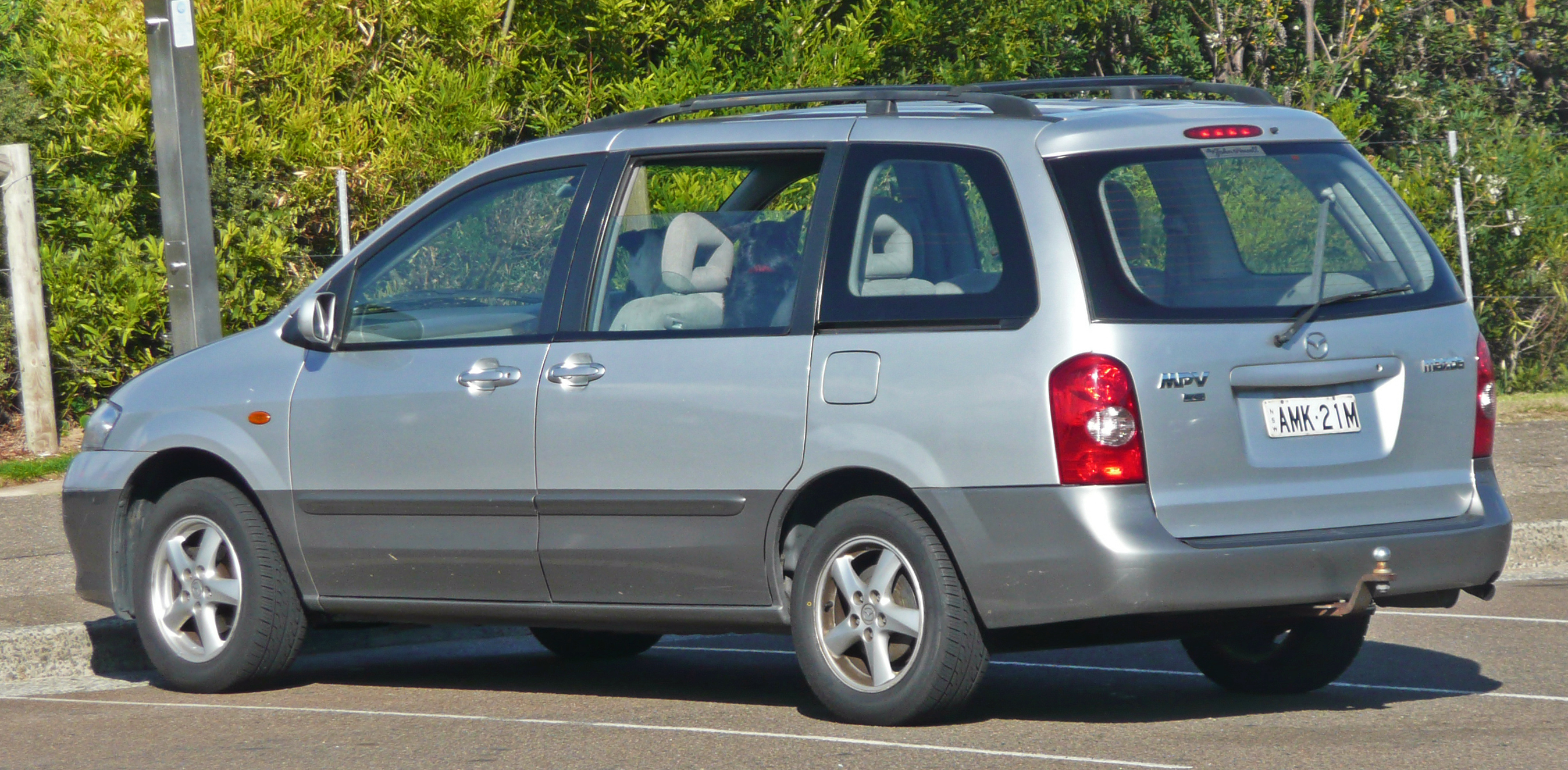
第二代馬自達MPV（澳洲版）
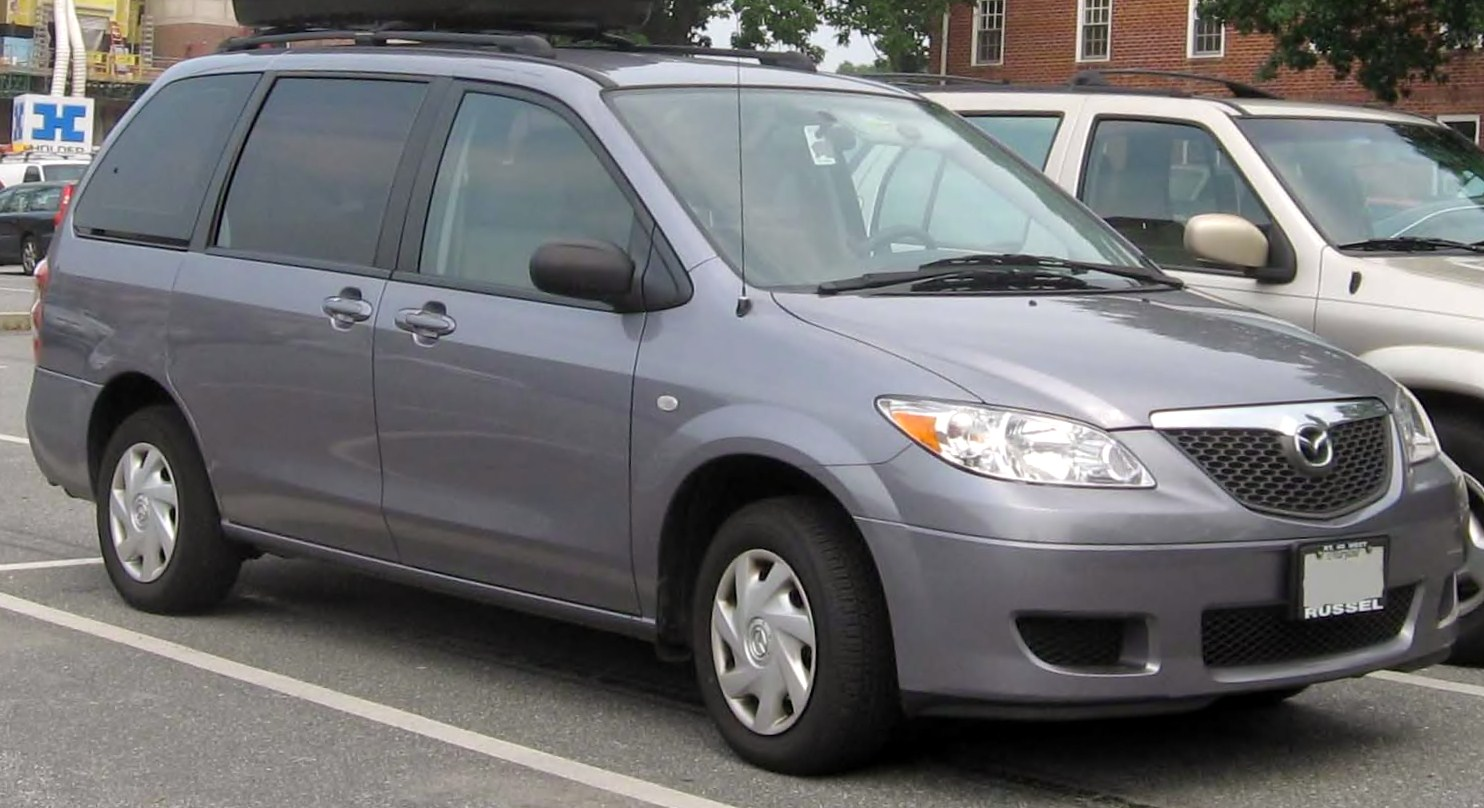
第二代馬自達MPV（美國版LX款）
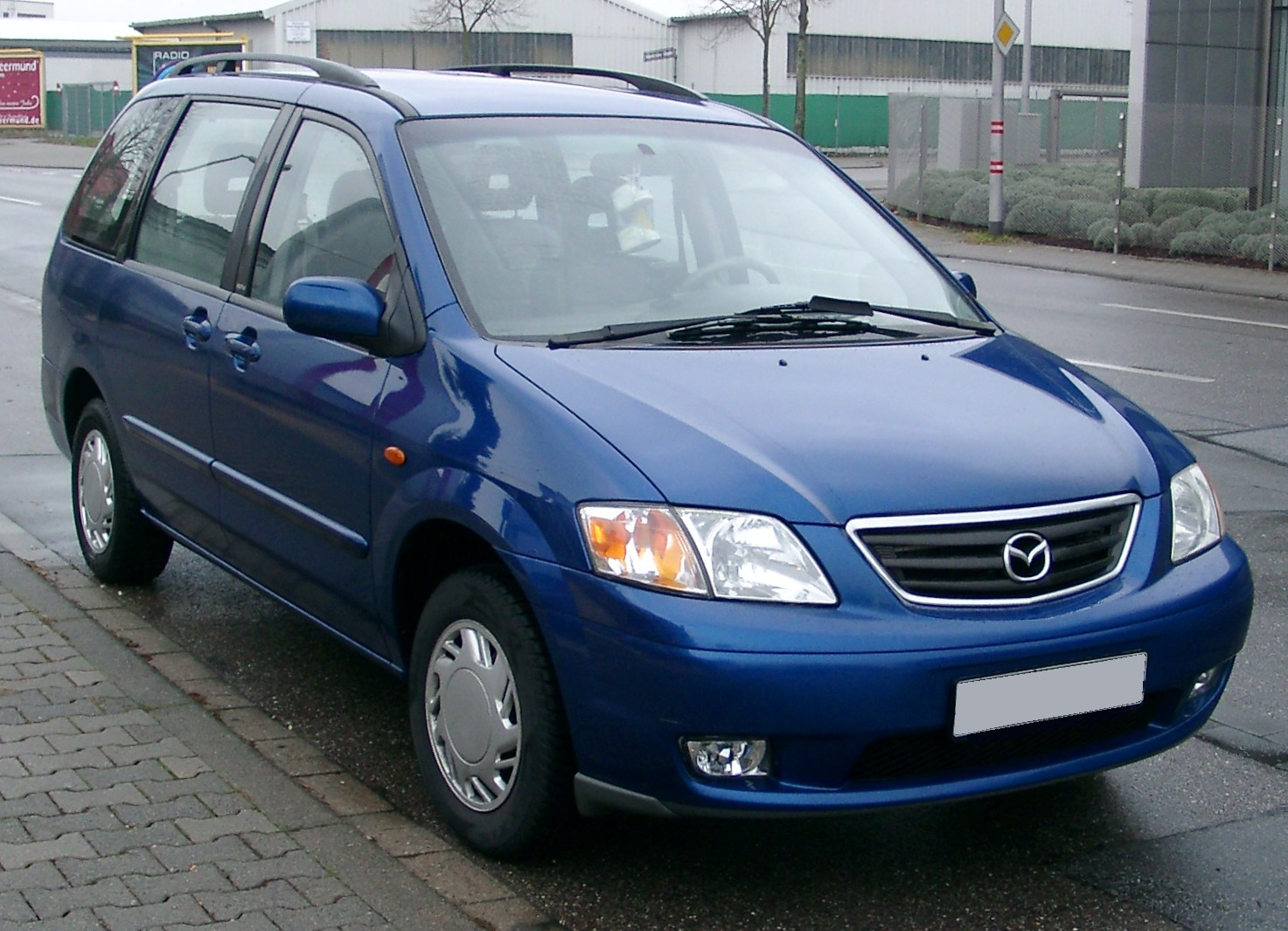
第二代馬自達MPV車頭（歐洲前期型）
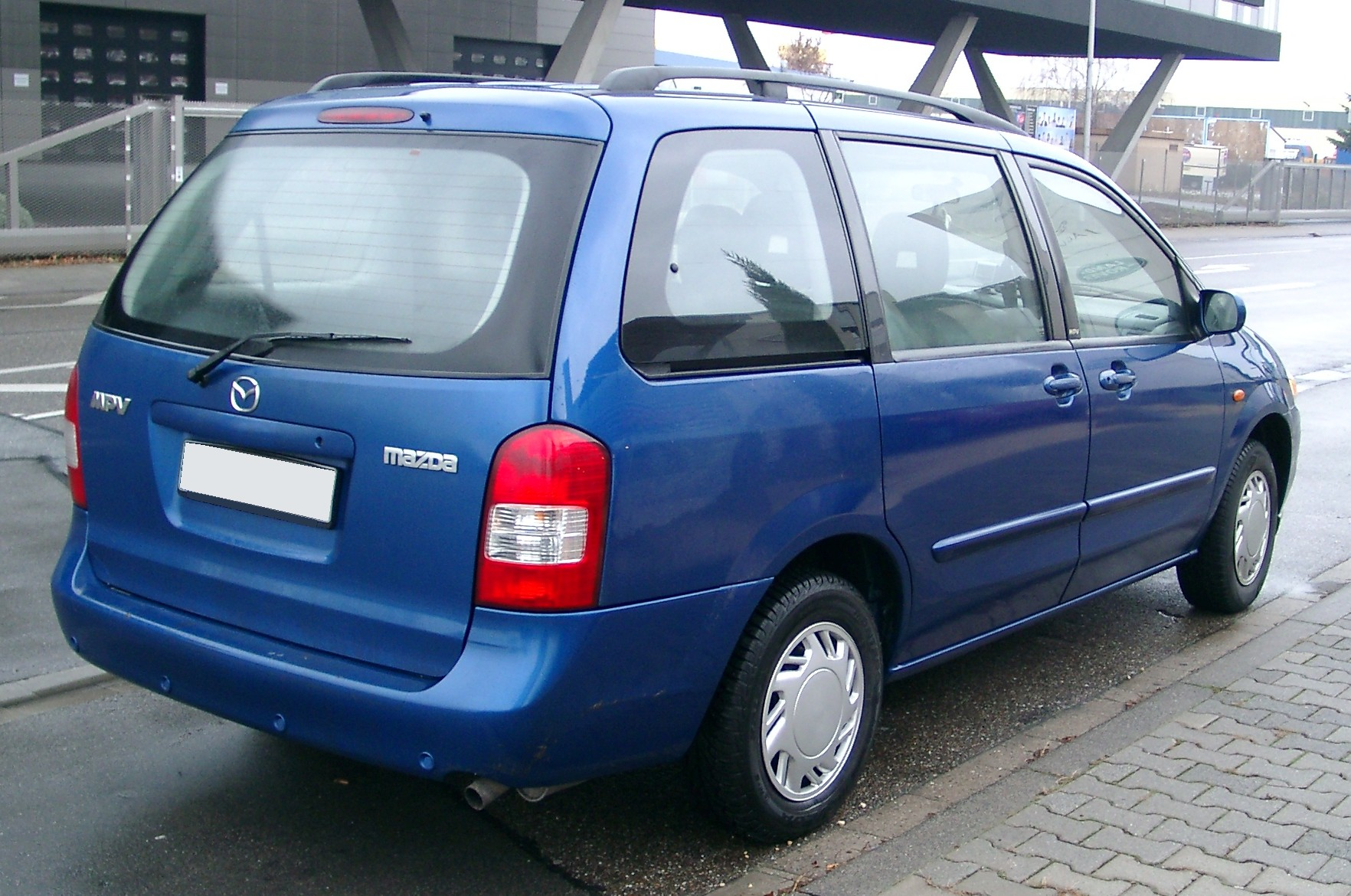
第二代馬自達MPV車尾（歐洲前期型）

### 第三代（2006年-2016年）
2006年2月2日 - 第三代MPV在日本市場正式發售，每月銷售目標設定3千輛。動力部分捨棄原來的3.0L V型六缸引擎，改用最新開發的2.3L直列四缸MZR型引擎，區分成DOHC自然進氣與缸內直噴DISI（Direct Injection Spark Ignition的縮寫）渦輪增壓兩種型式。第二排座椅則增設可置放小腿的伸縮式擱腿板，第三排改為6:4分離、前倒摺疊式座椅。變速系統則由方向盤旁之方向機柱式，改置回駕駛座與助手席之間。
因北美地區改以馬自達CX-9取代MPV，馬自達不再開發左駕版本的MPV，而右駕版本則在2006年5月以馬自達8之名稱外銷至香港；緊接著也在澳門、印尼、馬來西亞等地上市。不過四輪驅動與2.3L渦輪增壓引擎的版本僅限日本國內銷售，其餘4個海外市場皆為前輪驅動、自然進氣引擎的版本。
2008年1月15日 - 發表小改款，前保桿與霧燈造型做了變更，自然進氣型式從四速改為五速排檔，懸吊系統也經過重新調校。
2010年 - 因中國的汽車市場成長迅速，馬自達於2010年上半年在該地的銷售量比去年同期增加36%，因此同年11月27日一汽馬自達宣佈開始下線生產左駕版馬自達8。在外觀及內裝通通比照日規車型，連Keyless免鑰匙車門啟閉系統及電動遙控側滑門也列入頂級型配備。但是動力部分則只有2.3L直列四缸DOHC自然進氣版本的L3-VE型引擎，變速系統也僅有四速手自排可選擇。
2012年 - 中國市場因舊款動力不足屢遭詬病，11月26日該地發表小改款，更換動力更大的2.5L直列四缸DOHC L5-VE型引擎，以及五速手自排變速系統。
2015年 - 1月19日中國市場小改款，新增LED晝行燈、副手席四向調節電動椅、倒車顯影、不鏽鋼迎賓踏板等配備。
2016年 - 3月日本原廠宣佈停產，但中國市場仍持續發售至2017年。

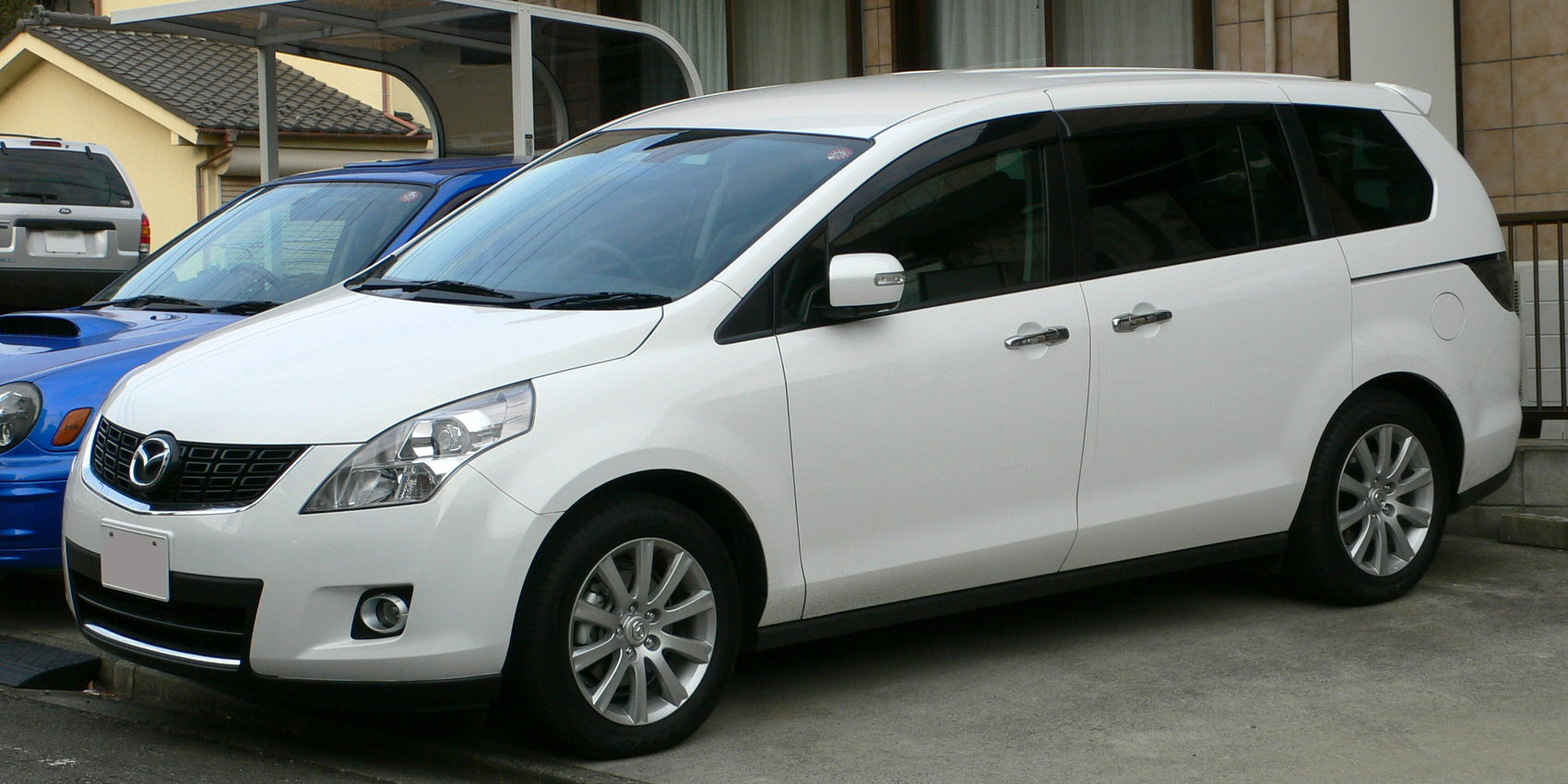
前期型車頭
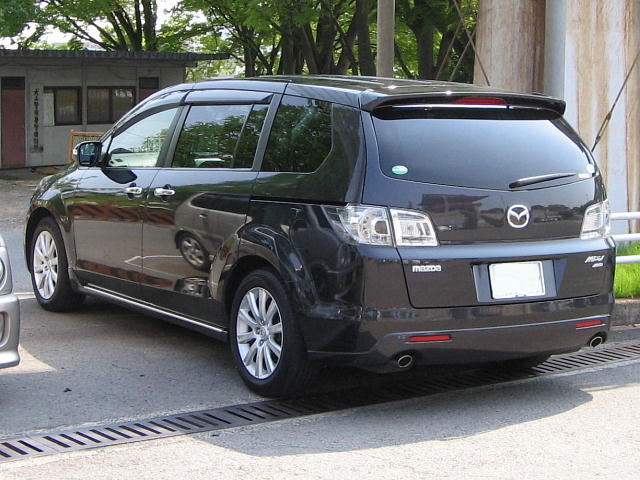
前期型車尾
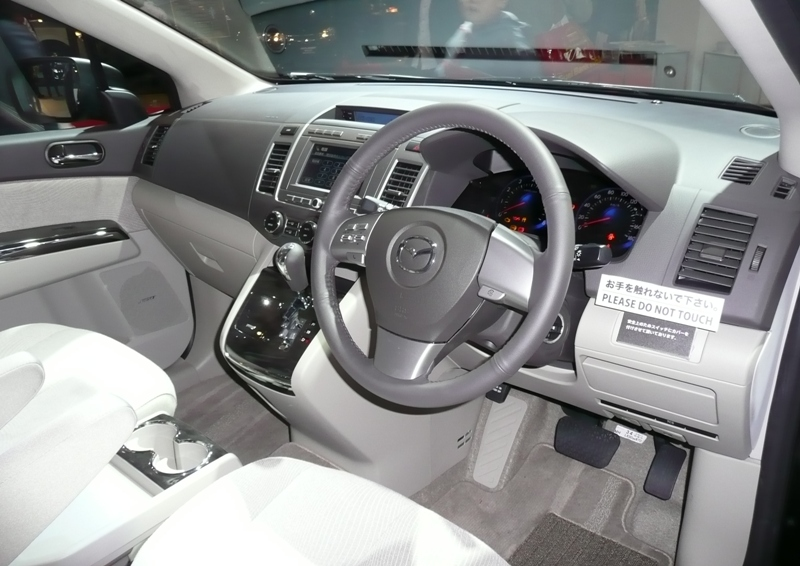
右駕版內裝設計
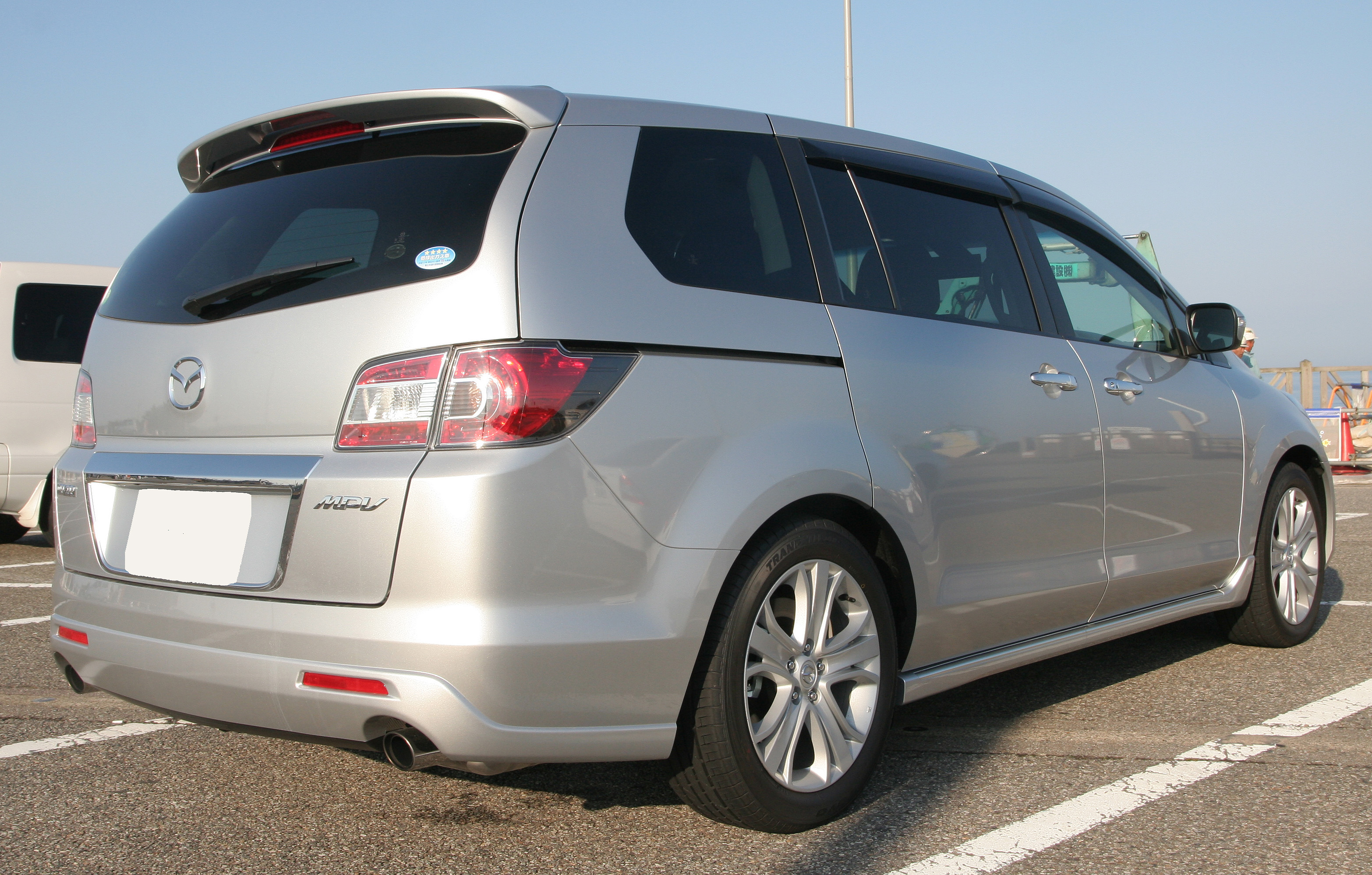
後期型車尾
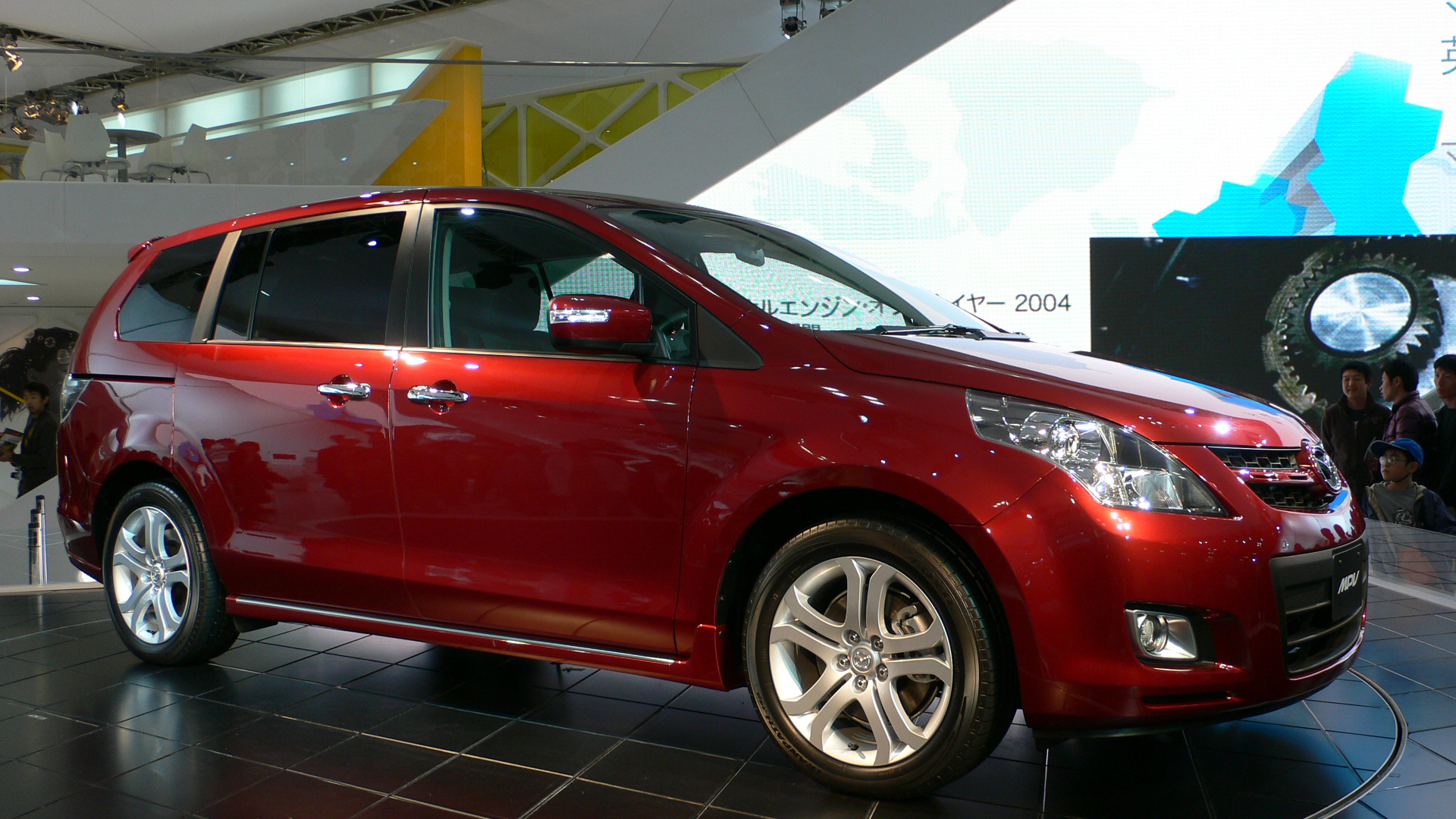
第39屆東京國際車展上的第三代MPV
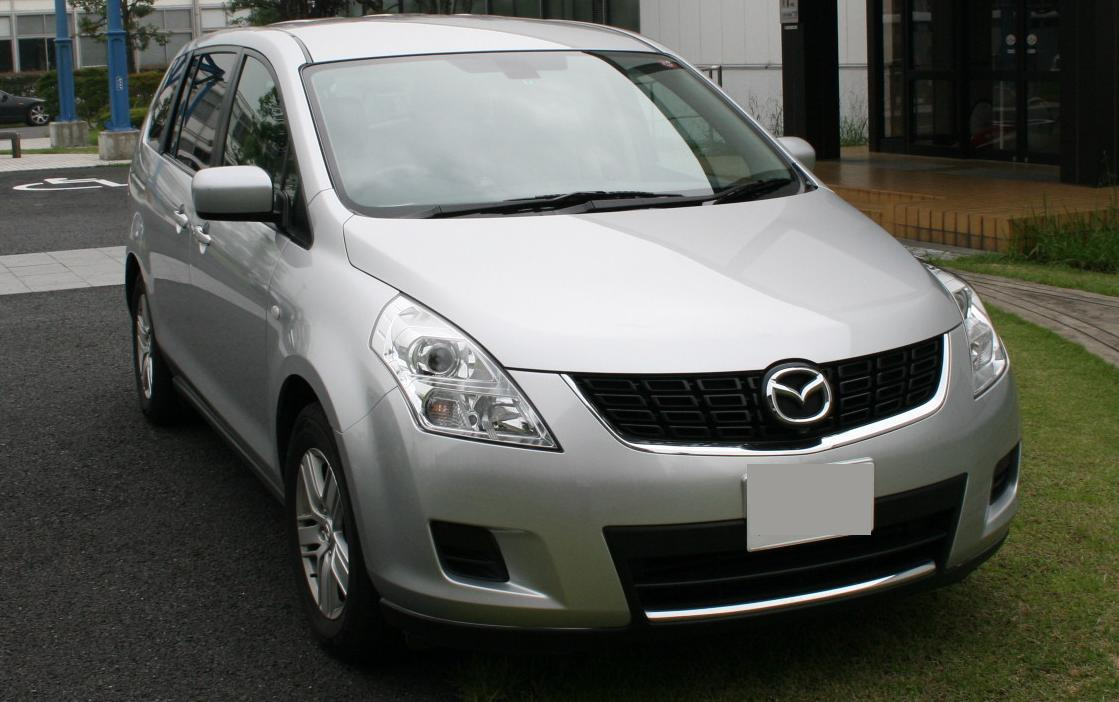
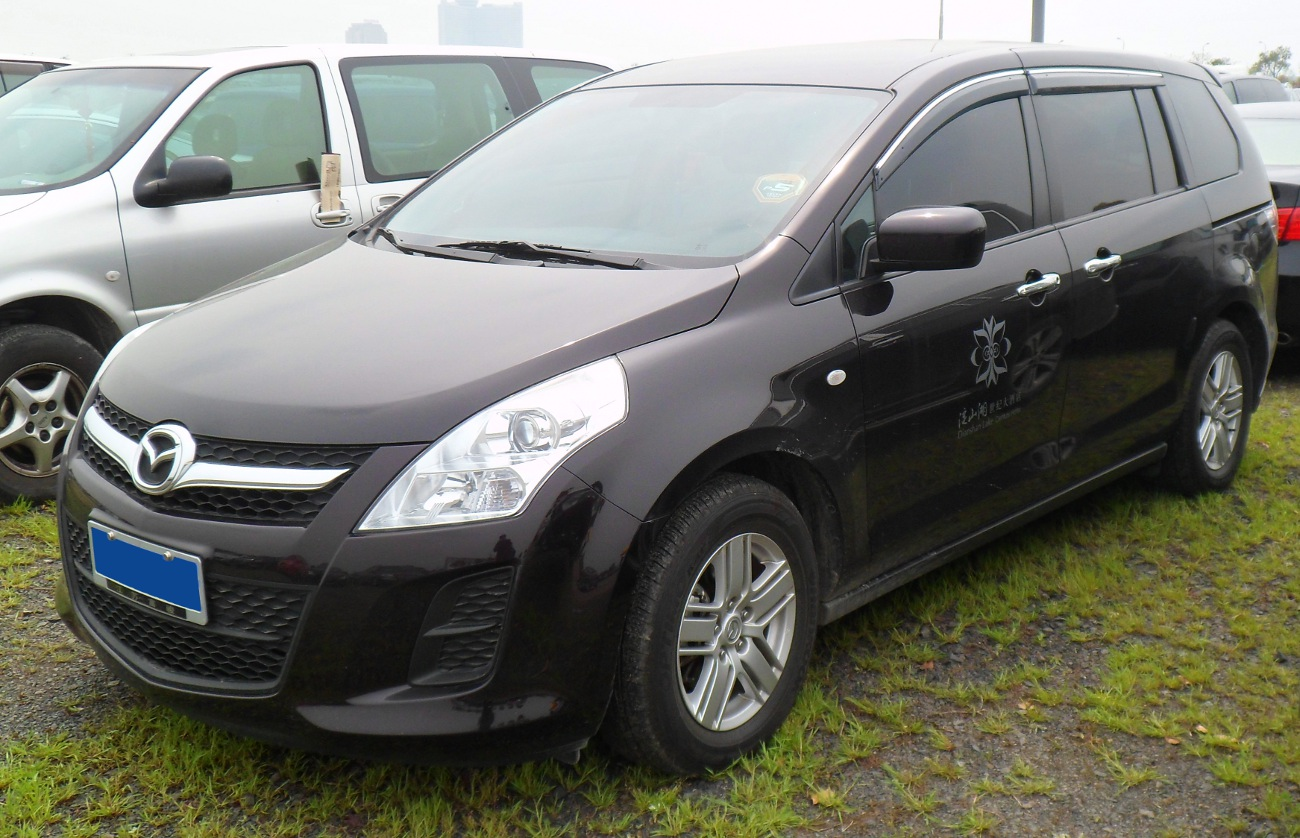
攝於上海
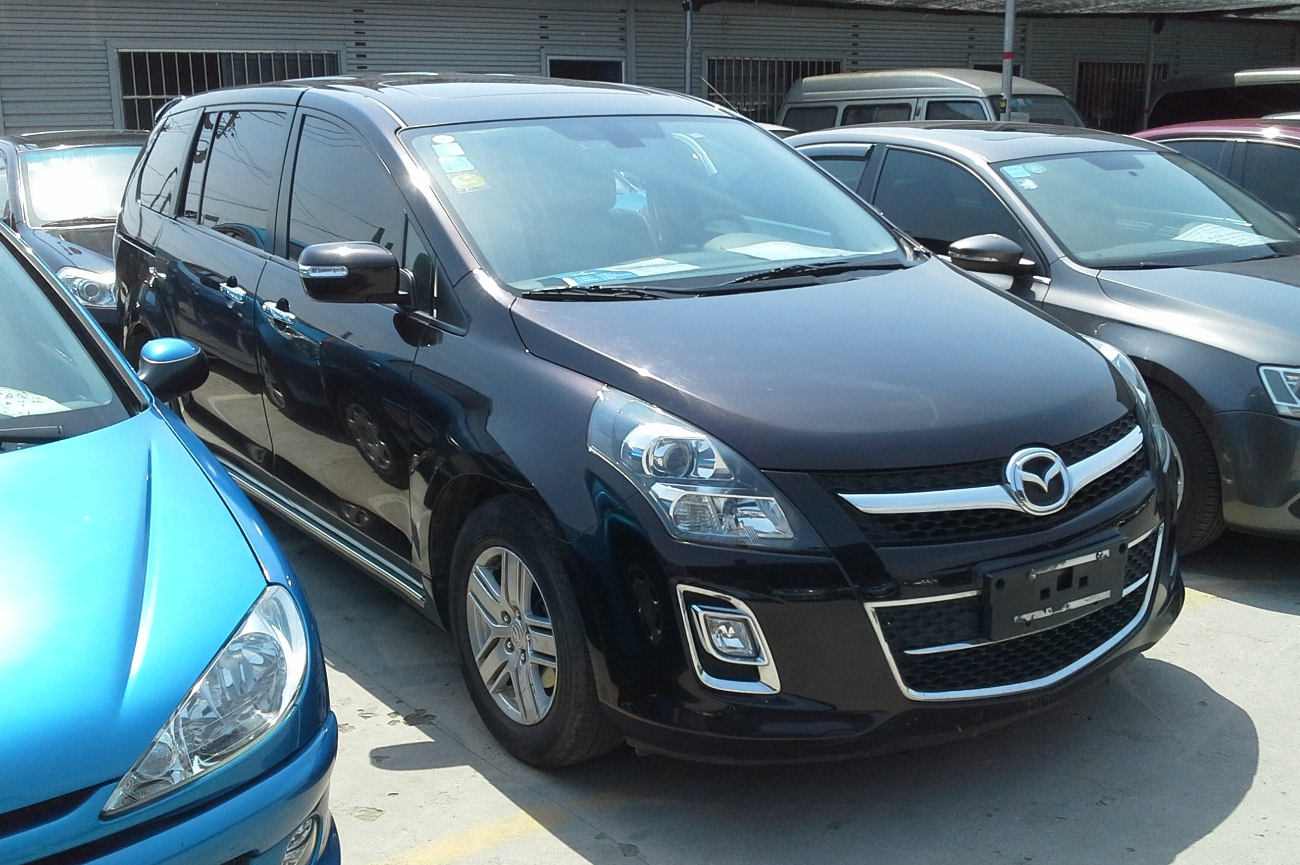